# Īzmān-e ‘Olyā
Īzmān-e ‘Olyā (persiska: Īzmān-e Bālā, ایزمان علیا) är en ort i Iran.   Den ligger i provinsen Nordkhorasan, i den nordöstra delen av landet, 600 km öster om huvudstaden Teheran. Īzmān-e ‘Olyā ligger 1 374 meter över havet och antalet invånare är 532.
Terrängen runt Īzmān-e ‘Olyā är kuperad.Runt Īzmān-e ‘Olyā är det ganska glesbefolkat, med 38 invånare per kvadratkilometer. Närmaste större samhälle är Kalāteh-ye Shohadā-ye Nāveh, 11,0 km sydväst om Īzmān-e ‘Olyā. Trakten runt Īzmān-e ‘Olyā består i huvudsak av gräsmarker.